# 김용덕 (1968년)
김용덕(李惠英, 1968년 3월 1일 ~ , 경상북도 의성군)은 대한민국의 제8대 대구광역시 북구의원이다.

## 학력
- 의성고등학교 졸업

## 경력
- 육군병장 만기 제대
- 북대구 신협 이사
- 칠곡향교 청년회원
- 읍내동 주민자치 위원
- 음식과 사랑 봉사단원
- 대구 송림로타리 클럽 재단위원장
- 강북외식사업발전협의회 부회장
- 소문난부자돼지국밥 본점 대표
- 2018.07 ~ 2019.07 제8대 대구광역시 북구의회 의원
- 2018.07 ~ 2019.07 제8대 대구광역시 북구의회 전반기 의회운영위원회 위원
- 2018.07 ~ 2019.07 제8대 대구광역시 북구의회 전반기 사회복지위원회 부위원장

## 공직선거법 위반
더불어민주당 김용덕 의원은 2017년 9월부터 2018년 3월까지 경로당 회원 240명에게 음식물을 제공한 혐의로 기소되어 1, 2에서 벌금 150만원을 선고받았다. 법원은 이러한 기부행위를 표 매수행위로 결부될 가능성이 높았다고 본데다가 이러한 사실이 지역언론과 구청 소식지에도 게재되어 선거 결과에도 영향을 끼쳤다고 보았다. 3심에서도 원심이 법리를 오인하지 않았다고 보았기에 형은 확정되었다.

## 역대 선거 결과
| 실시년도 | 선거      | 대수 | 직책   | 선거구                | 정당         | 득표수  | 득표율          | 순위 | 당락 | 비고           |
| -------- | --------- | ---- | ------ | --------------------- | ------------ | ------- | --------------- | ---- | ---- | -------------- |
| 2018년   | 지방 선거 | 8대  | 구의원 | 대구 북구 (아 선거구) | 더불어민주당 | 7,258표 | \| \| 35.54% \| | 1위  |      | 초선, 민선 7기 |
|          | 35.54%    |      |        |                       |              |         |                 |      |      |                |